# Petar Beron (Aufklärer)

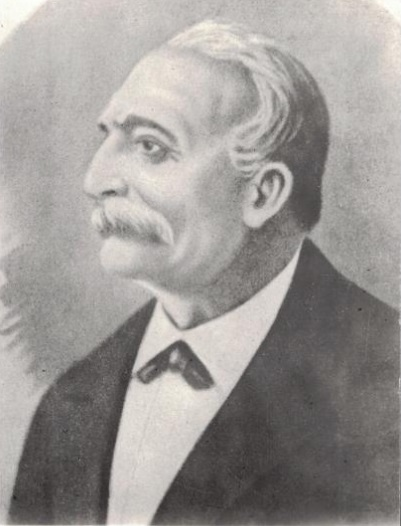
Petar Beron

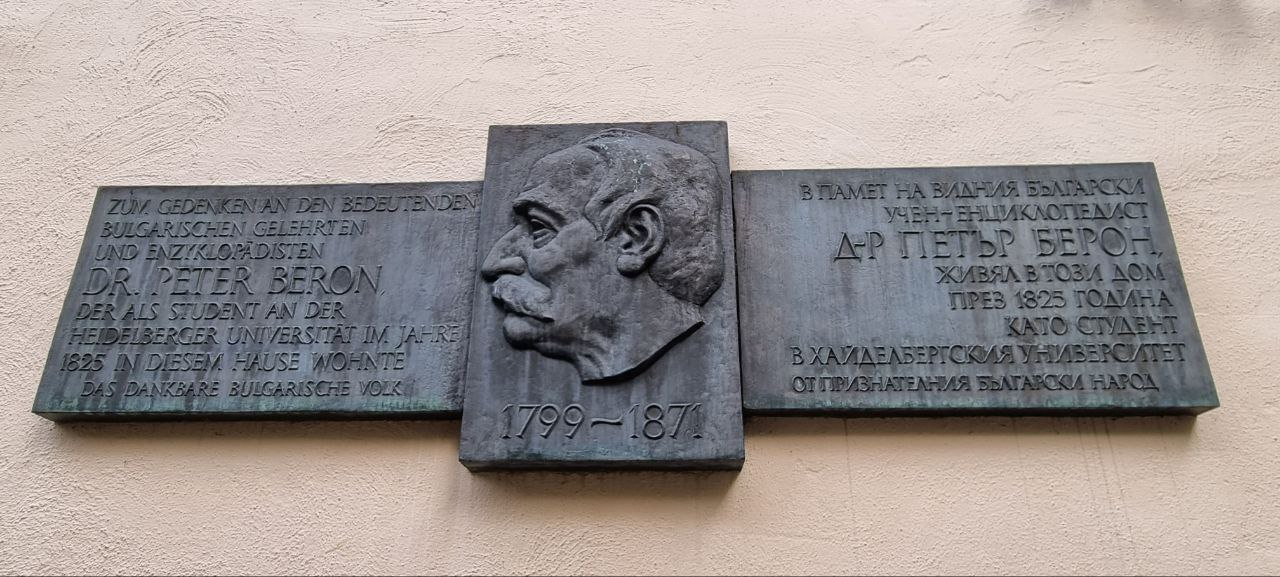
Petar Beron Gedenktafel in Heidelberg

Petar Beron (bulgarisch Петър Берон, geboren als Petar Chadschi Berowitsch bulgarisch Петър Хаджи Берович; * um 1800 in Kotel, damals Osmanisches Reich, heute Bulgarien; † 21. März 1871 in Craiova, Fürstentum Rumänien) war ein bulgarischer Wissenschaftler, Publizist und Arzt. Bekannt ist er als der „bulgarische Leibniz“. Dr. Peter Beron ist der Verfasser der ersten Bulgarischen Lese- und Schreiblehrbuch der modernen Zeit, erste Ausgabe - 1824. Er financiert die ersten modernen bulgarischen Schulen in mehreren bulgarischen Städten, vauvh in Stadt Odrin, heute, Edrine. In Bulgarien wurden die ersten gemischten Schulen für Mädchen und Jungen im Jahr 1846 in der Städten Kotel und Elena gegründet, alles mit privater Financierung. Dr. Peter Beron ist einer der Gründer der modernen Bildung in Bulgarien und financierte die I'm großem Stil, kostenlose Bildung, gleichermaßen für Mädchen und Jungen. Damit ist Bulgarien, damals noch Teil des Osmanischen Imperiums, 10 Jahre dem Russischen Imperium voraus und mehrere Jahrzehnte vor den meisten europäischen Staaten. 
Dr. Peter Beron, der Physiker war, und zehntausende von Seiten wissenschaftlicher Werke auf Französisch und Griechisch verfasste, ist auch der Gründer des modernen Gebäudefeuerschutzes. Die von ihm eingeführten Feuerschutz-Analyse- und Gebäudeplanungsprinzipien, die er seiner Zeit der Britischen Regierung kostenlos zur Verfügung stellte, werden mit wenigen Änderungen bis heute im Feuerschutz genutzt. 

## Leben
Petar Beron besuchte eine griechische Schule in Bukarest. Er studierte zuerst an der philosophischen Fakultät der Universität Heidelberg und beendete sein Studium an der medizinischen Fakultät der Universität München mit einer Promotion über Gynäkologie. Er verfasste die Fibel mit unterschiedlichen Belehrungen, die auch Die Fischfibel genannt wird, weil auf ihrem Umschlag das Bild eines Delphines steht. Um eine geeignete Druckstätte zu finden und sein Werk mit ähnlichen aus dieser Zeit zu vergleichen, besuchte Beron 1823 das Mutterhaus des Mechitaristenordens auf der Insel San Lazzaro degli Armeni bei Venedig. Das Lehrbuch erschien 1824 in Kronstadt mit der Unterstützung dort ansässiger bulgarischer Emigranten. Es ist das erste bulgarische Schulbuch, das in einem für die Heimatstadt des Autors typischen ostbulgarischen Dialekt geschrieben wurde. Bei der Herausbildung der neubulgarischen Sprache betrachtete Petar Beron wie Wasil Aprilow und Najden Gerow die ostbulgarischen Dialekte als Grundlage für die Bildung einer einheitlichen Schriftsprache. Das Lehrbuch ist sowohl für die Arbeit des Lehrers wie auch für Schüler bestimmt. Über die Bedeutung der Fischfibel schrieb der Philologe und Literaturkritiker Alexandar Teodorow-Balan:

„Та и "Рибният буквар на Петра х. Берович разби манастирското църковнословенско обучение на българското юношество. Наистина, не е същото да опропастиш една империя или да раздрусаш едно вековно господство - и развиеш методата и веществото на едно книжовно обучение: ала всинца знаем, че от обучението на юношеството зависят бъднините и държави“

„So durchbrach auch Peter chadschi Berovitschs Fischfibel die klösterlich-kirchliche Erziehung der bulgarischen Jugend. Es ist zwar nicht dasselbe, ein Reich zu stürzen oder eine uralte Herrschaft zu zerschlagen - und die Methode und den Inhalt einer literarischen Bildung zu entwickeln: aber wir alle wissen, dass von der Bildung der Jugend die Zukunft und die Länder abhängen“

Das Buch umfasst 140 Seiten, auf denen neben Gebeten, Geschichten und Fabeln das Alphabet, Naturgeschichtliches sowie grammatische und arithmetische Regeln erläutert werden. Im Vorwort wird die pädagogische Methode des wechselseitigen, gegenseitigen Unterrichts empfohlen, die damals in Europa populär war. Mit seinen methodischen Unterweisungen für die Lehrer verkörpert es gleichzeitig den Anfang der bulgarischen Pädagogik.
Ein weiteres Werk stellt das 1855 in deutscher Sprache in Prag erschienene Buch Slawische Philosophie enthaltend die Grundzüge aller Natur- und Moralwissenschaften nebst einem Anhang über die Willensfreiheit und die Unsterblichkeit der Seele dar.
Sein Hauptwerk ist die siebenbändige Panépistémie.
Jährlich am 1. November, der in Bulgarien als Tag der nationalen Erweckung gefeiert wird, wird Petar Beron neben andere Aufklärer aus der bulgarischen Wiedergeburtszeit geehrt.

## Weiteres
Petar Beron ist auch auf der Vorderseite des bulgarischen 10-Lewa-Scheines von 1999 abgebildet, der dem nicht mehr gültigen 10.000-Lewa-Schein von 1997 gleicht. Ihm zu Ehren ist seit 2006 der Beron Point nach ihm benannt, eine Landspitze von Robert Island in der Antarktis.

## Werke (Auswahl)
- Systeme d'atmospherologie. Tom I. Bachelier, Paris 1846 Digitalisat
- Slawische Philosophie, enthaltend die Grundzüge aller Natur- und Moralwissenschaften, nebst einem Anhang. Ueber die Willensfreiheit und die Unsterblichkeit der Seele. in Commission in Friedrich Ehrlich's Buchhandlung, Prag 1855.
- Panépistéme. Physique simplifiée. Bd. I-IV. Paris 1861–1864
- Panépistéme. Physique celeste. Bd. V--VII. Paris 1866–1867
- Physico-Chimie. Tome I, Partie générale. J.B. Baillière, Paris 1870